# Cuphea crassiflora
Cuphea crassiflora là một loài thực vật có hoa trong họ Lythraceae. Loài này được S.A.Graham mô tả khoa học đầu tiên năm 1968.